# Baldissero Canavese
Baldissero Canavese es una localidad y comune italiana de la provincia de Turín, región de Piamonte, con 499 habitantes.

## Evolución demográfica
| Gráfica de evolución demográfica de Baldissero Canavese entre 1861 y 2001 |
|                                                                           |
| Fuente ISTAT - elaboración gráfica de Wikipedia                           |